# Miloš Bajić
Miloš Bajić, srbski slikar, profesor na Akademiji likovnih umetnosti v Beogradu,  *1915, Rasenovci, Bosna, † 1995, Beograd. 
Rodil se je v Resenovcih pri Bosanskem Grahovem. Od leta 1922 je živel v Beogradu, kjer je končal gimnazijo in učiteljišče. Leta 1935 je pri profesorju Petru Dobroviću pričel z učenjem slikarstva, 1937 pa se je vpisal na Akademijo likovnih umetnosti v Beogradu. V začetku septembra 1941 se je pridružil partizanom. Oktobra 1942 je bil aretiran. Po aretaciji je bil nekaj časa zaprt v taborišču Banjica pri Beogradu nato pa v taborišču Mauthausen, kjer je s svinčnikom risal scene iz življenja taboriščnikov. Po osvoboditvi je nadaljeval študij na Akademiji likovnih umetnosti v Beogradu kjer je leta 1949 diplomiral ter tu postal asistent, kasneje pa vse do upokojitve  1975 tudi profesor. Njegova zgodnja realistična dela prikazujejo motive iz koncentracijskega taborišča, pozneje pa je bil blizu ekspresionističnemu slikarstvu. Bajić velja za začetnika abstraktnega slikarstva v Srbiji. 
Njegov sin Darko Bajić je filmski režiser. 